# Bolivaritettix apterus
Bolivaritettix apterus is een rechtvleugelig insect uit de familie doornsprinkhanen (Tetrigidae). De wetenschappelijke naam van deze soort is voor het eerst geldig gepubliceerd in 1904 door Rehn.